# Walter Migula
Walter Emil Friedrich August Migula (Zyrowa, Groß Strehlitz, Oberschlesien (hoje Polónia), 4 de Novembro de 1863 — Eisenach, 23 de Junho de 1938) foi um botânico e micólogo alemão.

## Biografia
Em 1888 doutorou-se em Breslau e foi nomeado professor extraordinário, ensinando na Technische Hochschule Karlsruhe, de Karlsruhe, até 1893. Entre 1904 e 1915 foi professor na Academia Florestal de Eisenach (Großherzoglich-Sächsische Forstlehranstalt Eisenach), em Eisenach. 
Migula publicou artigos científicos sobre criptogramas e bacteriologia, para além de uma obra popular sobre fisiologia vegetal. 

### Obras
Entre outras, Walter Migula é autor das seguintes obras:
- Kryptogamen-Flora von Deutschland, Deutsch-Österreich und der Schweiz (Flora criptogâmica da Alemanha, Áustria e Suiça)
- walter Migula, m. Campbell, henry johnstone Campbell. 1893. An introduction to practical bacteriology for physicians, chemists, and students. Introductory science text-books. Ed. S. Sonnenschein. 247 pp.
- 1897. System der Bakterien, Vol. 1. Ed. Fischer
- 1901. Compendium der bakteriologischen Wasseruntersuchung. Ed. O. Nemnich. 438 pp. reeditó en 2010 BiblioBazar, 458 pp. ISBN 1144782740
- 1911. Die Desmidiazeen. Vol. 6 de (Handbücher f. d. prakt. naturwiss. Arbeit) 65 pp.
- 1917. Die Brand- u. Rostpilze Vol. 13 de (Handbücher f. d. prakt. naturwiss. Arbeit) 132 pp.
- adolf Pascher, josef Schiller, walter Migula. 1925. Heterokontae, Phaeophyta, Rhodophyta, Charophyta. Issue 11 de Die Süsswasser-Flora Deutschlands, Österreichs und der Schweiz. 250 pp.